# Chalcides mauritanicus
El eslizón de Orán (Chalcides mauritanicus)  es una especie de lagarto de la familia Scincidae. 

## Descripción
Especie de aspecto vermiforme, de extremidades muy reducidas que delatan un comportamiento excavador en las zonas arenosas donde habita.

## Distribución
Su área de distribución, además de discontinua, está restringida a una estrecha franja costera mediterránea entre la península del cabo de Tres Forcas y las cercanías de la capital argelina.
La única localidad de España donde se encuentra la especie es el extremo sur del territorio melillense, en una zona conocida como La Hípica.